# ヘルガ・ミュラー＝モリナーリ
ヘルガ・ミュラー＝モリナーリ（Helga Müller-Molinari、1948年3月28日 - ）は、ドイツのメゾ・ソプラノ歌手。
プファッフェンホーフェン・アン・デア・イルムの生まれ。ミュンヘンでフェリーチェ・フューニ＝ミハチェク、ヴッパータールでフリーデル・ベッカー＝ブリルの両氏に師事し、1972年にザールブリュッケン国立歌劇場でデビューを飾った。その後イタリアに留学し、マリア・テレサ・ペディコーニとジュリエッタ・シミオナートの薫陶を受けた。
1975年にミラノ・スカラ座でモーリス・ラヴェルの《子供と魔法》に出演して成功を収めた。1979年にはスカラ座の小劇場でアントニオ・ヴィヴァルディの《ティート・マンリオ》に出演。その後もイタリアに留まらずナンシーやダブリンの歌劇場にも客演を重ねた。1983年から1988年までザルツブルク音楽祭でリヒャルト・シュトラウスの《ばらの騎士》に出演している。

## 註
1. ↑  bach-cantatas.com